# Pavel Kotov
Pavel Kotov (rusky Павел Вячеславович Котов, Pavel Vjačeslavovič Kotov, * 18. listopadu 1998 Moskva) je ruský profesionální tenista. Na challengerech ATP a okruhu ITF získal šest titulů ve dvouhře a jednu trofej ve čtyřhře.
Na žebříčku ATP byl ve dvouhře nejvýše klasifikován v červnu 2024 na 50. místě a ve čtyřhře v listopadu 2021 na 226. místě. Trénují ho Lilija Kotovová a Michail Bril.
Individuální neutrální sportovce reprezentoval na Letních olympijských hrách 2024 v Paříži poté, co bylo Rusko z her vyloučeno po ruské agresi na Ukrajinu z února 2022. Vybraní ruští sportovci se tak od roku 2018 zúčastnili čtvrté olympiády v řadě pod neutrální vlajkou. V úvodním kole singlové soutěže však uhrál jen dva gamy na Švýcara Stana Wawrinku, který se ve 39 letech stal nejstarším účastníkem olympijské dvouhry od roku 1988.

## Tenisová kariéra
Na okruhu ATP Tour debutoval říjnovým St. Petersburg Open 2020, kde jako 286. muž žebříčku zvládl kvalifikační soutěž. V úvodu dvouhry podlehl Francouzi Ugu Humbertovi ze čtvrté desítky, přestože získal první sadu. Singlový zápas poprvé vyhrál na antukovém Grand Prix Hassan II 2022 v Marrákeši, na němž opět postoupil z kvalifikace přes španělského veterána Verdasca. Do dvouhry vstoupil výhrou nad padesátým šestým hráčem světa Tallonem Griekspoorem, i když mu Nizozemec uštědřil „kanára“. Poté jej však zastavil Francouz Richard Gasquet.

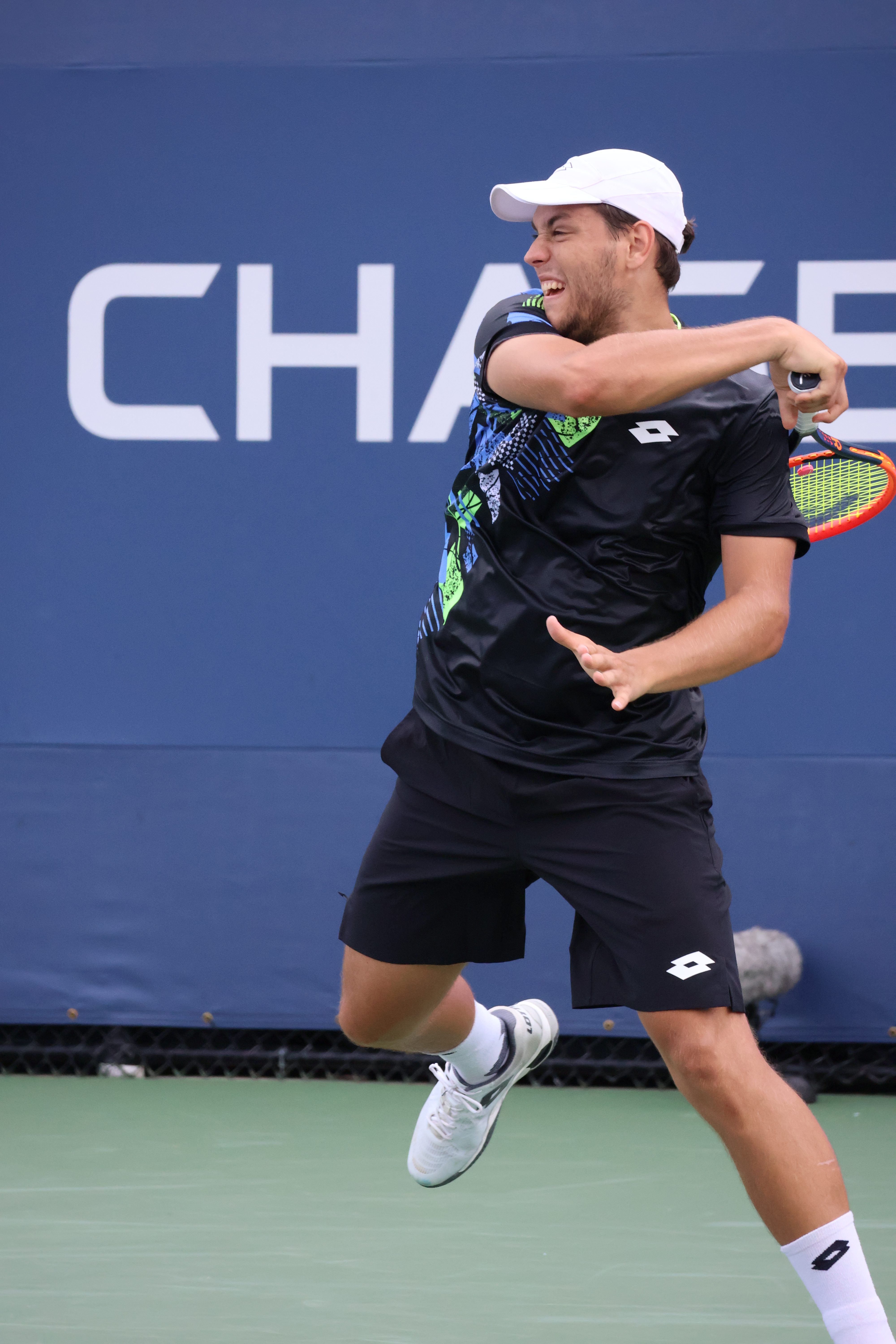
Forhend na US Open 2023

Na grandslamu se poprvé představil v singlu French Open 2022 po zvládnuté tříkolové kvalifikaci, v jejímž závěru zdolal Argentince Pedra Cachína. V úvodním kole pařížské dvouhry však nenašel recept na světovou devětadvacítku Botice van de Zandschulpa z Nizozemska. Do série Masters premiérově zasáhl na Miami Open 2023. V kvalifikačním kole si poradil s Moldavanem Radu Albotem, než jej na počátku miamské dvouhry vyřadil Argentinec Tomás Martín Etcheverry z osmé světové desítky. Do jediného afrického turnaje na okruhu se vrátil na Grand Prix Hassan II 2023, kde si poprvé na túře ATP zahrál semifinále. V něm byl nad jeho síly Francouz Alexandre Müller, figurující rovněž v první třetině druhé stovky žebříčku.
Kariérní maximum posunul na říjnovém Stockholm Open 2023. Včetně dvou kvalifikačních duelů vyhrál šest zápasů v řadě, než jej v prvním finále porazil až stý čtyřicátý hráč světa Gaël Monfils po třísetovém průběhu. Proti 37letému Francouzi odehrál první utkání. Ve 24 letech se stal prvním kvalifikantem ve finále turnaje ATP od Veselého na Dubai Tennis Championships 2022. Již ve čtvrtfinále si připsal premiérové vítězství nad členem Top 30, pětadvacátým v pořadí Griekspoorem, a v semifinále přehrál Miomira Kecmanoviće. Po skončení se posunul o dvacet osm příček výše, na nové žebříčkové maximum, 81. místo. Na navazujícím turnaji, listopadovém Sofia Open 2023, se probojoval do semifinále přes Sebastiána Báeze a Mártona Fucsovicse. Skreč Argentince Báeze znamenala jeho druhou výhru proti hráči ze světové třicítky. Do finále jej však nepustil Adrian Mannarino. Čtvrté kariérní semifinále na túře ATP dosáhl na Grand Prix Hassan II 2024. Na jeho raketě zůstali Italové Flavio Cobolli i Fabio Fognini, než podlehl Španělu Robertu Carballésovi Baenovi.
První grandslamové výhry dosáhl na lednovém Australian Open 2024. V pětisetové bitvě udolal Francouze Arthura Rinderkneche. Poté však nestačil na Cobolliho. Do třetího kola majoru premiérově prošel na French Open 2024, kde vyřadil dvacátého třetího hráče světa Camerona Norrieho i pařížského šampiona Stana Wawrinku. Ve třetí fází ale nenašel recept na světovou dvojku Jannika Sinnera. Při debutu na londýnském pažitu, ve Wimbledonu 2024, mu časnou porážku přivodil Australan Jordan Thompson, když ztratil vedení 2–0 na sety.

## Finále na okruhu ATP Tour

### Dvouhra: 1 (0–1)
| Legenda                   |
| ------------------------- |
| Grand Slam (0)            |
| Turnaj mistrů (0)         |
| ATP Tour Masters 1000 (0) |
| ATP Tour 500 (0)          |
| ATP Tour 250 (0–1)        |

| Stav      | č. | datum      | turnaj             | kategorie | povrch    | soupeř ve finále | výsledek           |
| --------- | -- | ---------- | ------------------ | --------- | --------- | ---------------- | ------------------ |
| Finalista | 1. | říjen 2023 | Stockholm, Švédsko | ATP 250   | tvrdý (h) | Gaël Monfils     | 6–4, 6–7(6–8), 3–6 |

## Tituly na challengerech ATP a okruhu ITF
| Legenda                  |
| ------------------------ |
| D – dvouhra; Č – čtyřhra |
| Challengery (3 D; 1 Č)   |
| ITF (3 D; 0 Č)           |

### Dvouhra (6 titulů)
| Č. | datum         | turnaj                   | okruh      | povrch    | poražený finalista | výsledek           |
| -- | ------------- | ------------------------ | ---------- | --------- | ------------------ | ------------------ |
| 1. | červenec 2017 | Kazaň, Rusko             | Futures    | tvrdý     | Jan Sabanin        | 6–2, 6–3           |
| 2. | červenec 2017 | Kazaň, Rusko (2)         | Futures    | tvrdý     | Denis Jevsejev     | 7–6(7–5), 6–2      |
| 3. | listopad 2017 | Valašské Meziříčí, Česko | Futures    | tvrdý (h) | Dan Added          | 6–0, 7–5           |
| 4. | prosinec 2021 | Forlì, Itálie            | Challenger | tvrdý     | Andrea Arnaboldi   | 6–4, 6–2           |
| 5. | leden 2022    | Forlì, Itálie (2)        | Challenger | tvrdý (h) | Quentin Halys      | 7–5, 6–7(5–7), 6–3 |
| 6. | srpen 2022    | San Marino               | Challenger | antuka    | Matteo Arnaldi     | 7–6(7–5), 6–4      |

### Čtyřhra (1 titul)
| Č. | datum     | turnaj             | okruh      | povrch    | spoluhráč       | poražení finalisté        | výsledek               |
| -- | --------- | ------------------ | ---------- | --------- | --------------- | ------------------------- | ---------------------- |
| 1. | únor 2020 | Cherbourg, Francie | Challenger | tvrdý (h) | Roman Safiullin | Dan Added Albano Olivetti | 7–6(8–6), 5–7, [12–10] |